# Línea de la Calle 63 IND
La línea de la Calle 63 (IND 63rd Street Line, en inglés ) es una línea metropolitana de la división IND (Sistema Independiente del Subterráneo)  del metro de la ciudad de Nueva York. Su recorrido va desde la línea de la Sexta Avenida en la calle 57 este por debajo de la calle 63 y el East River hasta llegar al túnel de la Calle 63 de la línea Queens Boulevard en Queens. Un enlace conecta los ferrocarriles de la línea de la Calle 63 de la división BMT de la estación de la Avenida Lexington.

## Alcance y servicios
La línea de la Calle 63 IND circula por la línea F, y está codificada bajo el servicio "T" (T1 y T2).
La línea de la Calle 63 IND y la línea de la Calle 63 BMT parten desde un punto , al oeste de la Avenida Lexington, donde un doble cruce permite que los ferrocarriles en dirección norte con los de dirección sur se puedan enlazar con la otra línea. En la Avenida Lexington, una estación de doble cubierta permitirá el trasbordo entre las dos líneas cuando el futuro servicio esté en funcionamiento a lo largo de la línea de la Segunda Avenida, con lo que servirá de utilidad la línea de la Calle 63 BMT como conexión de la línea hasta el centro a lo largo de la línea Broadway. El preparativo de la doble cubierta es similar a Queensboro Plaza. Los trenes hasta Queens (y más allá de Manhattan) servirán de utilidad el nivel superior y los ferrocarriles del centro de Manhattan al nivel inferior. Actualmente la vía de la BMT está detrás de un muro en las plataformas de cada nivel, la cual se eliminara cuando las vías estén en funcionamiento activo.

## Historia

### Planificación
En febrero de 1963, la autoridad de transporte propuso un túnel de doble vía desde la estación metropolitana de East River bajo la calle 76 con conexiones sin determinadas con el resto de la red metropolitana, con un coste de 139 millones de dólares. En un informe del 2 de mayo de 1963, el sitio propuesto para la construcción del túnel fue trasladado a la calle 59. El 24 de mayo, el alcalde Robert F. Wagner sugirió hacer un túnel en torno a la calle 61, "a toda velocidad". El 17 de octubre de 1963, la administración aprobó un nuevo túnel en East River situado en la calle 64, anotando de que aquello podría costar 30 millones de dólares y llevaría siete años para construirlo. Se dijo que la ubicación en la calle 64 costaría 5,3 millones de dólares menos, "por tener un camino más fácil y curvas más pequeñas".
La falta de especificación sobre como debería ser usado el túnel fue criticada en un principio. En diciembre de 1964, la comisión ciudadana de presupuestos dijo que aquel proyecto (ahora trasladado a la calle 63) «no iba a llevar a ninguna parte». La comisión sugirió tres enlaces que fueron finalmente adoptados (hacia la BMT Broadway Line y IND Sixth Avenue Line, las dos situadas en la calle 57, y con la IND Queens Boulevard Line en Queens Plaza), y uno que no prosperó, (hacia la IRT Lexington Avenue Line).
La administración aprobó la revisión del recorrido de la calle 63 el 14 de enero de 1965, con un presupuesto de 28,1 millones de dólares y una duración de cuatro años, con las conexiones al resto de las líneas a la espera de un estudio cuya finalización se programó para mediados de 1966. El New York Times destacó que "un abanico de posibles conexiones...están siendo estudiadas", incluyendo unas probables nuevas líneas por debajo de Madison y la Segunda Avenida. El presidente de la autoridad de tránsito, Joseph E. O'Grady, dijo que aquel túnel y el enlace subterráneo podrían estar finalizados al mismo tiempo.
En noviembre de 1967, los votantes aprobaron 2.500 millones de fondos públicos para transporte, y antes de llegar a 1968 los funcionarios hicieron públicos los detalles de cómo se iban a utilizar. Entre otros muchos proyectos, los propuestos incluían:
- Tres tramos de una nueva línea, calle 63-Queens Sudeste.
- Un túnel de doble nivel en la calle 63, para metro y servicio ferroviario de Long Island.
- Una nueva autopista en Long Island para el nordeste de Queens.
- Un nuevo ramal de la IND Queens Boulevard Line, a lo largo del ramal del Atlantic LIRR
- Un by-pass super-expresso para la IND Queens Boulevard Line a lo largo de la línea LIRR Main entre Northern Boulevard y Forest Hills

Estas propuestas, con algunas modificaciones, recibieron la aprobación del comité en 21 de septiembre de 1968.

### Construcción
La construcción de la línea de la calle 63 comenzó el 25 de noviembre de 1969, con el soterramiento hacia el oeste en Queens. Una dirección de doble sentido debajo de la Isla Welfare (ahora llamada, Roosevelt Island). La doble cubierta, la perforación de 960m (3140 pies) por debajo del East River fue terminada el 10 de octubre de 1972. El túnel de East River se completó en 1973, y el acabado para las nuevas líneas que debían hacer el recorrido, se empezó a comienzos de 1974. Se trabajó en el segmento de la línea que transcurría por debajo de Central Park, se empezó en 1971 y se completó en 1973. La construcción en la sección entre la Quinta Avenida y Avenida Park comenzó en agosto de 1974.
En 20 de marzo de 1975, el alcalde de Nueva York, Abraham Beame, anunció unos significantes recortes en el plan. La construcción del suroeste de Queens fue suprimida en 1981 y la extensión de la línea ferroviaria de Long Island en el nivel inferior del túnel de la Calle 63 fue pospuesta indefinidamente. Mientras se preveía que el super-expreso de Queens Boulevard y la línea de la Avenida Archer hasta Parsons/Archer se finalizarían (la línea de la Segunda Avenida había sido abandonada en diciembre). Al proyecto de Queens, aunque tuvo cortes monetarios, se le dio prioridad a causa de que estaba más adelantada su construcción.
Para el verano de 1976, la autoridad de tránsito debió anunciar que aquello "llevaría cinco o seis años más"-hasta 1987 ó 1988- para completar la nueva línea metropolitana Manhattan-Queens desde Central Park hasta Jamaica". La causa principal del retraso fue el super-expresso de 5,8 millas, aunque se supuso que las tres nuevas estaciones en la línea de la Avenida Archer estarían preparadas antes. Como una medida temporal, la autoridad propuso una nueva estación en Northern Boulevard, adyacente a Queens Plaza, que podría ser inaugurada en 1983 ó 1984.
La parte de la línea de Manhattan fue terminada en 1976. El NY Times comunicó:
```
Por debajo de Central Park cambian las agujas. Tienen un equipamiento avanzado- vías soldadas, iluminación fluorescente y almohadillas de goma debajo de las vías- que todavía no han sido instaladas en las más de 230 millas operativas del sistema. Aquellos túneles se finalizaron en 1976. Este año, el contratista desmontará su oficina de dos pisos en Central Park, eliminará la barrera cerca de la Quinta Avenida y restaurará la flora y una pajarera que dañó, con un coste de 300.000 de dólares. En 1981, 5 años después de completadas las obras del túnel, la autoridad de tránsito espera que esté listo para el servicio y ponerlo en marcha; sus novísimos railes serán usados para almacenar los trenes fuera de servicio.
```

### Túnel en desuso
En mayo de 1978, el NY Times destacó: "Lo que empezó hace pocos años como unas 40 millas de rutas nuevas metropolitanas para dar servicio a los sufridos residentes de Queens se ha quedado en 15 millas, lleva años de retraso, y su coste será más del doble de lo que se esperaba en un principio... La línea costó 100.000 dólares por pie de distancia, será muy corta y dará servicio a un modesto número de usuarios".

## Recorrido
| Acceso para discapacitados                                         | Estación                   | Servicio | Inauguración          | Transbordos/Observaciones |
| ------------------------------------------------------------------ | -------------------------- | -------- | --------------------- | --- |
| La línea empieza a separarse desde línea Queens Boulevard (E/M/R)  |                            |          |                       | |
| Acceso para discapacitados                                         | Calle 21-Queensbridge      | F        | 29 de octubre de 1989 | |
| Acceso para discapacitados                                         | Roosevelt Island           | F        | 29 de octubre de 1989 | |
| Procedente de la Línea de la Segunda Avenida (Q)                   |                            |          |                       | |
| Acceso para discapacitados                                         | Avenida Lexington–Calle 63 | F Q      | 29 de octubre de 1989 | MetroCard transbordo a 4 5 6 <6> (línea de la Avenida Lexington) (estación de la Calle 59) MetroCard transbordo a N R W (línea Broadway) (estación de la Avenida Lexington–Calle 59) |
| Procedente de línea de la Sexta Avenida (F) y la línea Broadway(Q) |                            |          |                       | |

- Datos: Q3296781
- Multimedia: IND 63rd Street Line / Q3296781